# توبوران، باسیلان
توبوران، باسیلان (به لاتین: Tuburan, Basilan) یک سکونتگاه مسکونی در فیلیپین است که در باسیلان واقع شده‌است.

## خصوصیات
توبوران ۵۴۶٫۰۰ کیلومترمربع مساحت و ۱۸٬۹۸۸ نفر جمعیت دارد.